# Operazione Scudo difensivo
L'operazione Scudo difensivo (in ebraico מבצע חומת מגן‎?, Mivtza Homat Magen, let. "operazione Muro-Scudo") è stata una grande operazione militare condotta dalle forze di difesa israeliane (IDF) nel 2002, nel corso della Seconda Intifada. È stata la più grande operazione militare nella Cisgiordania, dopo la guerra dei sei giorni del 1967. L'obiettivo dichiarato era quello di porre fine all'ondata di attacchi terroristici palestinesi. Il casus belli fu l'attentato suicida avvenuto il 27 marzo al Park Hotel a Netanya; un attentatore palestinese si fece esplodere, uccidendo 30 persone e ferendone altre 140.
L'operazione Scudo difensivo è iniziata il 29 marzo 2002, con un'incursione a Ramallah che di fatto confinò Yasser Arafat, seguita da incursioni in sei grandi città della Cisgiordania e nelle loro località circostanti. Le forze di difesa israeliane (IDF) invasero Tulkarem e Qalqilya il 1º aprile, Betlemme il giorno successivo, Nablus e Jenin il successivo ancora. Il periodo tra il 3 e il 21 aprile, è stato caratterizzato da un rigoroso coprifuoco per la popolazione civile e da restrizioni di movimento del personale internazionale, tra cui, a volte, il divieto di ingresso per il personale medico e umanitario, nonché degli osservatori dei diritti umani e dei giornalisti.
Oltre alle perdite di vite umane, enormi perdite economiche a causa della distruzione di proprietà e l'incapacità di raggiungere i luoghi di lavoro sono stati un'importante caratteristica di questo periodo.  La Banca Mondiale ha stimato che più di $ 360 milioni è stato il valore del danno che è stato causato per le infrastrutture e le istituzioni palestinesi, $ 158 milioni dei quali provenienti dai bombardamenti aerei e dalla distruzione di case a Nablus e Jenin. Ampie fasce della popolazione palestinese sono rimaste senza tetto per l'azione e l'Autorità palestinese non è riuscita a ricostruire in pieno le infrastrutture danneggiate per circa due anni dopo l'invasione.
Il rapporto delle Nazioni Unite su questo tema, spiega, "I combattenti di entrambe le parti si sono comportati in modi che, a volte, hanno messo in pericolo i civili. Gran parte dei combattimenti durante l'operazione Scudo difensivo si sono verificati in zone densamente popolate da civili, e in molti casi sono state utilizzate armi pesanti.

## Jenin
Secondo le autorità israeliane, Jenin era un centro di affiliazione per gruppi terroristici come il Movimento per il Jihad Islamico in Palestina, le Brigate dei Martiri di Al-Aqsa ed Hamas. Il portavoce delle forze di difesa israeliane (IDF) affermò che 23 degli attentati verificatisi nel 2002 in Israele vennero perpetrati da terroristi provenienti da Jenin.